# Деб Гааланд
Дебра Енн Гааланд (англ. Debra Anne Haaland; нар. 2 грудня 1959) — американська політична діячка-демократка, член Палати представників від 1-го виборчого округу Нью-Мексико (2019 — 2021). 54-ий Міністр внутрішніх справ США (16 березня 2021 — 20 січня 2025).

## Життєпис
Закінчила Університет Нью-Мексико (1994), отримала ступінь доктора права (2006).
З січня 2013 року до листопада 2015 року Гааланд працювала племінним адміністратором Сан-Феліпе-Пуебло.
2014 року вона балотувалася на посаду віцегубернатора штату Нью-Мексико.
З 2015 до 2017 рік очолювала Демократичну партію Нью-Мексико.
Заступниця голови Комітету Палати представників з природних ресурсів.
17 грудня 2020 року новообраний президент Джо Байден оголосив, що призначить її на посаду міністра внутрішніх справ.